# Debes (cráter)
Debes es un cráter de impacto que se encuentra al norte del Mare Crisium, en la parte oriental de la cara visible de la Luna, justo al noroeste del cráter Tralles y del prominente Cleomedes.
|  |

Este cráter se une a la forma ovalada de Debes A través de una rotura en el su borde sur. El cráter se unió posteriormente a lo largo de su borde occidental con Debes B, de modo que el resultado es una formación de triple cráter. Los restos de Debes, algo erosionados y redondeados en comparación con el brocal más agudo de Tralles. El suelo interior es relativamente llano y sin rasgos distintivos.

## Cráteres satélite
Por convención estos elementos son identificados en los mapas lunares poniendo la letra en el lado del punto medio del cráter que está más cerca de Debes.
|       | \| Debes \| Coordenadas \| Diámetro \| \| ----- \| ---------------------------- \| -------- \| \| A \| 28°48′N 51°30′E / 28.8, 51.5 \| 33 km \| \| B \| 29°00′N 50°36′E / 29.0, 50.6 \| 19 km \| |          |
| Debes | Coordenadas | Diámetro |
| A     | 28°48′N 51°30′E / 28.8, 51.5 | 33 km    |
| B     | 29°00′N 50°36′E / 29.0, 50.6 | 19 km    |